# Día Mundial de la Vida Silvestre
El Día Mundial de la naturaleza es una jornada que se celebra anualmente el 3 de marzo desde 2014 establecida por Asamblea General de las Naciones Unidas, Secretaría de la CITES y Sans el 20 de diciembre de 2013.

## Proclamación
El 3 de marzo fue designado como el Día Mundial de la Vida Silvestre por la Asamblea General de las Naciones Unidas el 20 de diciembre de 2013, durante su 68º período de sesiones. Esta fecha conmemora la firma de la Convención Internacional sobre el Comercio Internacional de Especies Amenazadas de Fauna y Flora Silvestres (CITES) en 1973, destacando la importancia de proteger la vida silvestre para las generaciones futuras. La Secretaría de la CITES fue nombrada como facilitadora para la celebración de este día.

## Celebración
Se celebra anualmente el 3 de marzo, coincidiendo con la fecha de firma de la CITES. Esta fecha fue elegida específicamente para resaltar la conexión entre la conservación de la vida silvestre y el bienestar humano, enfatizando la dependencia de nuestras sociedades en la diversidad biológica. La primera celebración tuvo lugar en 2014, convirtiéndose desde entonces en un evento anual clave para promover la conservación y la sensibilización sobre la vida silvestre.
En este día también se celebran el Día Africano del Medio Ambiente y el Día de Wangari Maathai.

## Temas
- 2014: Personas de todo el mundo se desviven por la vida silvestre[7]
- 2015: El tráfico ilegal de vida silvestre es un crimen. Actuemos con firmeza[8]
- 2016: El futuro de la vida silvestre está en nuestras manos[9]
- 2017: Escuchemos la voz de los jóvenes[10]
- 2018: Grandes felinos, predadores amenazados[11]
- 2019: Vida subacuática: para las personas y el planeta[12]
- 2020: Garantizar el sostenimiento de la vida en la Tierra[13]
- 2021: Los bosques y los medios de subsistencia: sustentar a las personas y preservar el planeta[14]
- 2022: Recuperar a las especies clave para la restauración de ecosistemas[15]
- 2023: Alianzas en favor de la conservación de la vida silvestre[16]
- 2024: Conectando personas y planeta: Explorando la innovación digital en la conservación de la vida silvestre[17]